# ESDI
ESDI(Enhanced Small Disk Interface)는 ST-412/506 인터페이스의 후속 제품으로 맥스터가 1980년대 초에 설계한 구식 디스크 인터페이스이다. ESDI는 전통적으로 컨트롤러에 보관되었던 특정 부품(예: 데이터 분리기)을 드라이브 자체로 이동하고 더 많은 종류의 장치(예: 이동식 디스크 및 테이프 드라이브)가 가능하도록 제어 버스를 일반화하여 ST-506을 개선했다. 연결될 수 있다. ESDI는 ST-506과 동일한 케이블링(각 장치에 대해 34핀 공통 제어 케이블 1개 및 20핀 데이터 채널 케이블 1개)을 사용하므로 ST-506 애플리케이션에 쉽게 장착할 수 있다.
ESDI는 SCSI와 IDE 기술이 초기 단계이고 미성숙했으며 ST-506이 충분히 빠르지도 유연하지도 않았던 1980년대 중후반에 인기를 끌었다. ESDI는 10, 15 또는 20 Mbit/s의 데이터 전송률을 처리할 수 있었으며(ST-506의 최고 속도인 7.5 Mbit/s와 반대) 당시 많은 고급 SCSI 드라이브는 실제로 SCSI 브리지가 드라이브에 포함된 고급 ESDI 드라이브였다.
1990년까지 SCSI는 높은 데이터 속도와 다양한 유형의 드라이브를 처리할 수 있을 만큼 충분히 성숙했으며, ATA는 데스크탑 시장에서 ST-506을 빠르게 앞지르게 되었다. 이 두 가지 사건으로 인해 ESDI는 시간이 지남에 따라 점점 덜 중요해졌고, 1990년대 중반에는 ESDI가 더 이상 일반적으로 사용되지 않았다.

## 단자 핀
| GROUND       | 1  | 2  | ~HD SLCT 3   |
| GROUND       | 3  | 4  | ~HD SLCT 2   |
| GROUND       | 5  | 6  | ~WRITE GATE  |
| GROUND       | 7  | 8  | ~CNFG/STATUS |
| GROUND       | 9  | 10 | ~XFER ACK    |
| GROUND       | 11 | 12 | ~ATTENTION   |
| GROUND       | 13 | 14 | ~HD SLCT 0   |
| Key (no pin) | 15 | 16 | ~SECTOR      |
| GROUND       | 17 | 18 | ~HD SLCT 1   |
| GROUND       | 19 | 20 | ~INDEX       |
| GROUND       | 21 | 22 | ~READY       |
| GROUND       | 23 | 24 | ~XFER REQ    |
| GROUND       | 25 | 26 | ~DRV SLCT 0  |
| GROUND       | 27 | 28 | ~DRV SLCT 1  |
| GROUND       | 29 | 30 | Reserved     |
| GROUND       | 31 | 32 | ~READ GATE   |
| GROUND       | 33 | 34 | ~CMD DATA    |

| ~DRV SLCTD  | 1  | 2  | ~SECTOR     |
| ~CMD COMPL  | 3  | 4  | ~ADDR MK EN |
| GROUND      | 5  | 6  | GROUND      |
| +WRITE CLK  | 7  | 8  | -WRITE CLK  |
| GROUND      | 9  | 10 | +RD/REF CLK |
| -RD/REF CLK | 11 | 12 | GROUND      |
| +NRZ WRITE  | 13 | 14 | -NRZ WRITE  |
| GROUND      | 15 | 16 | GROUND      |
| +NRZ READ   | 17 | 18 | -NRZ READ   |
| GROUND      | 19 | 20 | ~INDEX      |